# Rivière Moe (rivière aux Saumons)
Pour les articles homonymes, voir Moe et Rivière Moe.
Ne doit pas être confondu avec Rivière Moe (Australie).
La rivière Moe est un cours d'eau, de la région administrative de l'Estrie au Québec (Canada). Il est un affluent de la rivière aux Saumons lequel se déverse successivement dans la rivière Massawippi, la rivière Saint-François, puis sur la rive sud du fleuve Saint-Laurent.

## Géographie
À partir du lac de tête, le cours de la rivière Moe descend sur 36,7 km avec une dénivellation de 302 m selon les segments suivants:
Cours supérieur de la rivière
- 2,0 km vers l'ouest surtout en zone forestière en coupant le chemin Saint-Jacques, jusqu'à la décharge (venant du sud) du lac Lippé;
- 6,8 km d'abord vers l'ouest en passant au nord de l'aéroport de Saint-Herménégilde, puis vers le nord-ouest en coupant la route 251 (nord-sud) et la route du 9e rang (est-ouest) jusqu'à la décharge (venant de l'est) du lac Duquette;
- 8,4 km vers le nord-ouest, d'abord en passant sous le pont Carbonneau (chemin du 10e rang), puis en serpentant en zones forestières et agricoles, jusqu'à un ruisseau (venant du sud-ouest);
- 5,8 km vers le nord-ouest en serpentant en zone parfois agricoles, parfois forestières, en coupant le chemin de la Grande-Ligne, le chemin Léon-Gérin, le chemin de Hyatt's Mills (à deux reprises), jusqu'au pont de Hyatt's Mills (chemin de Moe's River);

cours inférieur de la rivière
- 3,5 km d'abord vers le nord-ouest, puis vers le nord en traversant en fin de segment une série de rapides, jusqu'au ruisseau Audet (venant de l'est);
- 2,9 km vers le nord-ouest, jusqu'au pont de Moe's River;
- 6,7 km vers le nord en coupant le chemin de Cookshire et le chemin Ives Hill, jusqu'au pont de Milby (chemin McVety);
- 0,6 km vers le nord en longeant la route 147, jusqu'à son embouchure.

Alimentée par plusieurs petits cours d'eau, au pied du mont Hereford, la rivière Moe suit un cours très étroit et sinueux, passe par village de Compton et est un embranchement de la rivière aux Saumons. Cette dernière se déverse sur la rive est de la rivière Massawippi, à la hauteur de Lennoxville qui est fusionné à Sherbrooke en Estrie.

## Toponymie
Le nom de ce cours d'eau perpétue le souvenir d'Austin Moe, originaire du Vermont qui s'est établi dans le canton d'Ascot, dès 1795. Il a été l'un des associés de Gilbert Hyatt, fondateur de Hyatt's Mills, aujourd'hui Sherbrooke. Le hameau de Moe's River, petite agglomération exclusivement agricole, a été aménagé vers le milieu du XIXe siècle sur la rive occidentale de la rivière. Malgré la francisation du générique, la graphie du toponyme anglais, en omettant l'apostrophe, soit Moes, s'est perpétuée pendant un certain temps.
Le toponyme rivière Moe a été officialisé le 13 décembre 1996 à la Commission de toponymie du Québec.